# Ludwig von der Asseburg

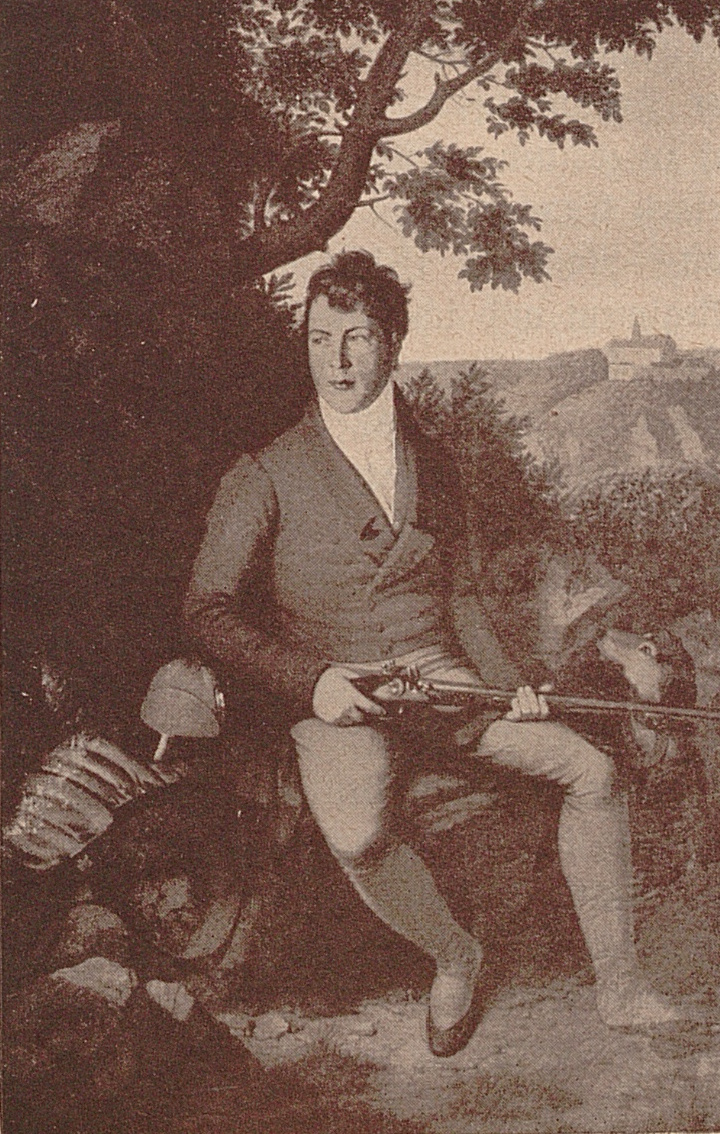
Ludwig von der Asseburg

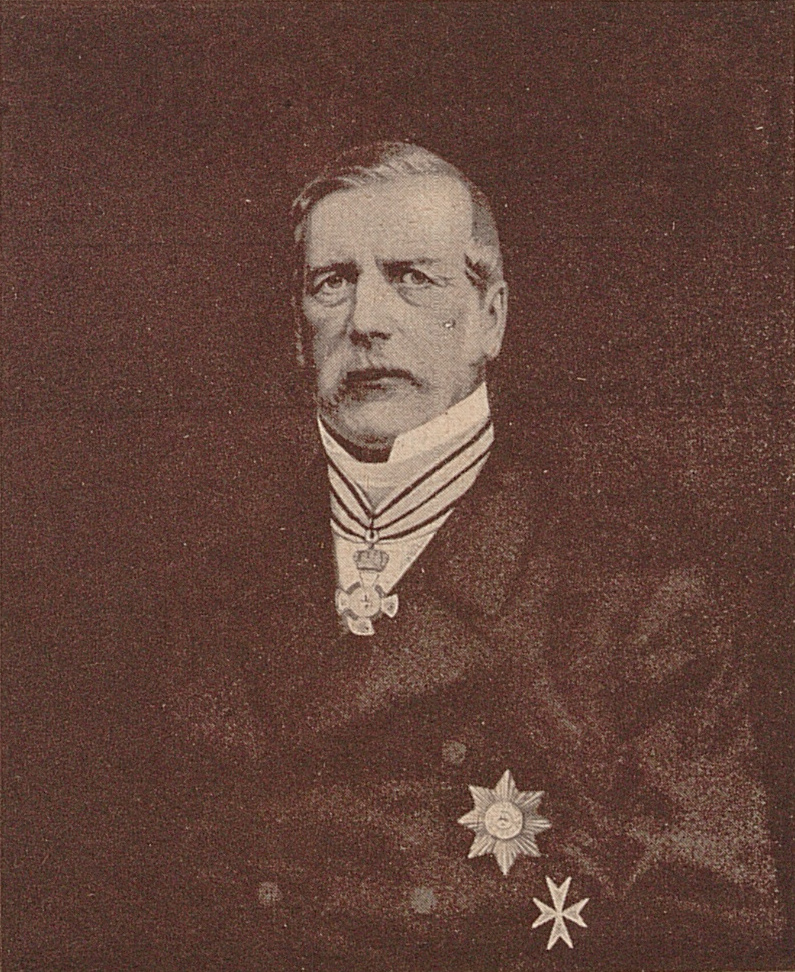
Ludwig von der Asseburg

Ludwig August Busso Konstantin von der Asseburg, ab 1840 Graf von der Asseburg (* 11. Januar 1796 in Gunsleben; † 24. Oktober 1869 in Meisdorf) war preußischer Hofjägermeister und Mitglied des Preußischen Herrenhauses.

## Leben
Ludwig stammte aus niedersächsischem Uradelsgeschlecht und war der Sohn des Friedrich von der Asseburg-Neindorf (1752–1808) und der Charlotte, geborene von Kospoth (1756–1836). Seine Laufbahn begann als Zögling Nr. 850 an der Ritterakademie Brandenburg. Asseburgs Erhebung in den preußischen Grafenstand nach dem Recht der Erstgeburt aus je adliger Ehe erfolgte am 15. Oktober 1840 in Berlin mit Ausstellung des Diploms am 21. Juli 1845 auf Schloss Sanssouci. Dieser Grafentitel war zugleich an den Besitz der Mindergrafschaft Falkenstein (Erhebung am 14. März 1845 in Berlin) geknüpft. Der jeweilige Besitzer des von ihm selbst am 16. April 1831 gestifteten Fideikommiss führte das Prädikat „Falkenstein“ als Namensanhang gemäß Kabinettsorder vom 21. Juli 1845 auf Sanssouci und war erbliches Mitglied des Preußischen Herrenhauses ab 12. Oktober 1854. Erstes Herrenhaus-Mitglied dieser Familie war also Ludwig I. von der Asseburg.
Asseburg, Ritter und Kommandeur vieler hoher und höchster Orden, wurde 1844 zum Vize-Oberjägermeister, später zum Hofjägermeister und Chef des Jagdamtes am Hof des preußischen Königs Friedrich Wilhelm IV. ernannt. Im Jahr 1856 wurde er zum Wirklichen Geheimen Rat mit der Anrede „Exzellenz“ ernannt. Im Jahr 1847 wurde Asseburg Mitglied des Vereinigten Landtags (Herrenkurie), 1852/1853 war er Mitglied der Ersten Kammer und trat schließlich am 30. November 1854 als Mitglied ins Preußische Herrenhaus ein, dessen Schriftführer er auch zeitweise war.

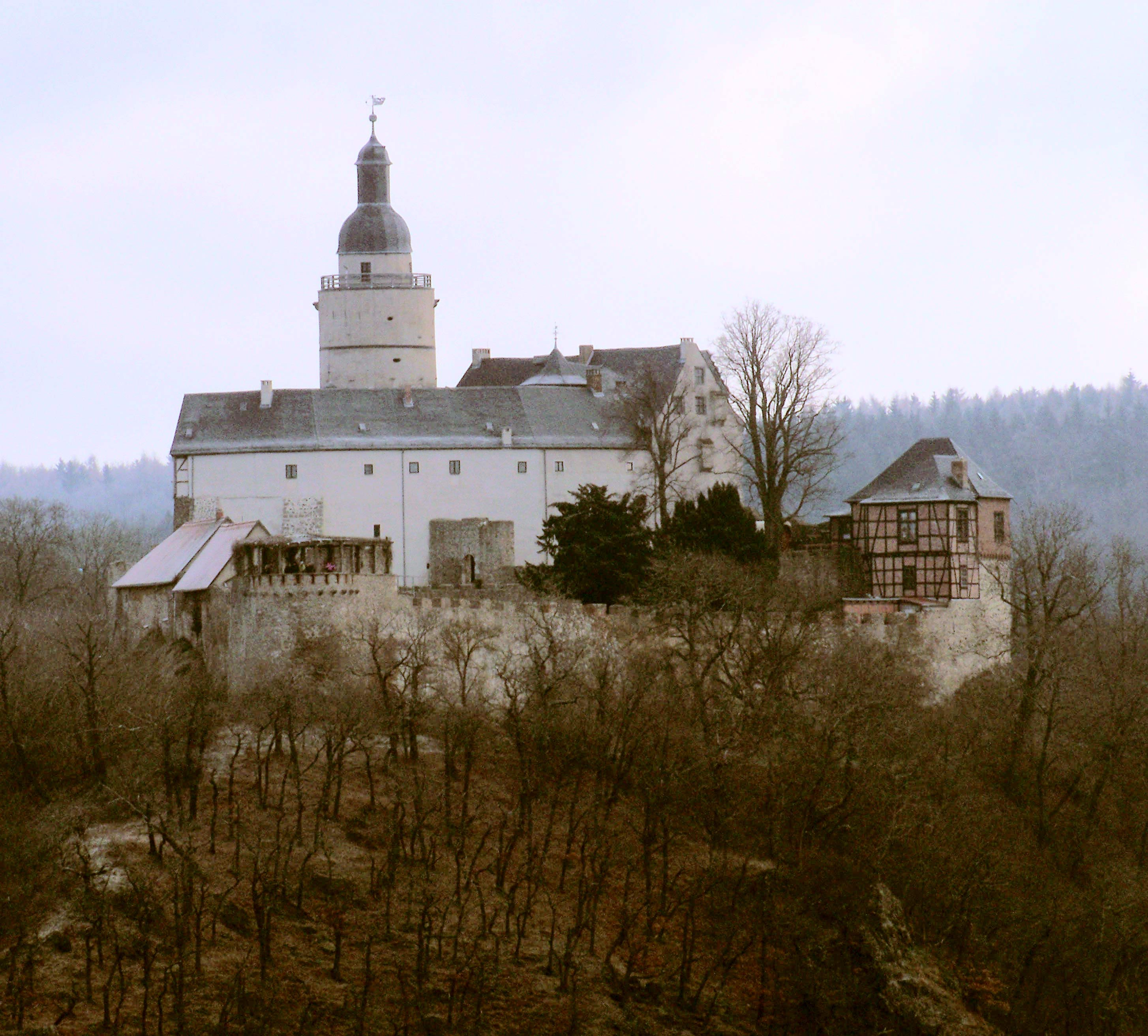
Burg Falkenstein (Harz)

Er war mehrfacher Gutsbesitzer. Im Jahr 1816 begann er mit der Bewirtschaftung seiner Güter. So war er beispielsweise Gutsherr auf Meisdorf, wo er Schloss und Parkanlagen herrichten ließ, ebenso wie auf Burg Falkenstein. Er ließ die verfallene Burg zum Jagdschloss und einige Innenräume vom Hofbaumeister der Hohenzollern, Friedrich August Stüler (1800–1865), im Stil der „Babelsberger“ Neugotik nach eigenen romantischen Vorstellungen ausbauen. Zur Renovierung der verfallenen Burg fühlte er sich verpflichtet, da er als Hofjägermeister – ebenso wie sein Nachfolger Graf Ludwig II. – zahlreiche Hofjagden ausrichtete, an denen neben gekrönten Häuptern auch viele andere bekannte Persönlichkeiten teilnahmen.
Asseburg wurde im Jahr 1820 mit dem Johanniterorden ausgezeichnet und nach Neugründung 1854 zu dessen Rechtsritter erhoben. Beigesetzt ist er im Asseburg’schen Erbbegräbnis in Meisdorf.

## Familie
Asseburg war fünf Mal verheiratet.
In erster Ehe heiratete er am 22. Oktober 1817 auf Schloss Meisdorf Anna Gräfin von der Schulenburg (* 10. Juni 1800; † 18. November 1826), die Tochter von Moritz Levin Friedrich von der Schulenburg. Das Paar hatte zwei Söhne, die im Kindesalter starben sowie vier Töchter, darunter:
- Anna Friederike Luise (* 16. Juni 1822; † 24. Mai 1897) ⚭ 1850 Alfred von Fabrice (1818–1891), sächsischer General der Infanterie
- Luise Armgard (* 1. Oktober 1826; † 8. Februar 1873) ⚭ Otto von Veltheim († 25. April 1867)

Nach dem Tod seiner ersten Frau heiratete er in zweiter Ehe am 2. November 1827 Konstanze von Buttlar (* 16. Dezember 1803; † 26. Januar 1829). Das Paar hatte einen Sohn:
- Ludwig (II.) August Busso Constantin (* 6. Juni 1829; † 20. April 1909), Rittmeister d. R.[7] der Gardes du Corps, Hofjägermeister ⚭ Anna von Königsmarck (* 16. Februar 1834; † 1919), Tochter von Adolf von Königsmarck

Nachdem sie gestorben war, heiratete er in dritter Ehe am 7. März 1830 Bernhardine von Kerssenbrock (* 16. Dezember 1805; † 26. Januar 1834). Das Paar hatte einen Sohn:
- Bernhard Friedrich Asche Wolf (19. März 1831; † 13. November 1869) ⚭ 1854 Anna von Kleist (1830–1905)

Nach dem Tod seiner dritten Frau heiratete er am 28. September 1834 auf Gut Ballenstedt Emma von Alvensleben (* 18. Oktober 1811; † 9. Dezember 1883), von der er sich allerdings 1835 wieder scheiden ließ. Sie heiratete 1845 Ferdinand Andreas Gebhard Heinrich Trützschler von Falkenstein († 17. August 1866).
Schließlich heiratete er in fünfter Ehe am 10. Juni 1843 auf Burg Falkenstein Adelheid von Fürstenstein (* 10. Januar 1816; † 11. Dezember 1900). Das Paar hatte zwei Töchter:
- Adelheid Marianna (* 7. Mai 1844; † 2. Februar 1912) ⚭ 1864 Valentin von Massow (1825–1868), II. ⚭ Gustav von Kuylenstjerna, Oberstleutnant z. D., damaliger Wohnsitz[8] Steinhöfel
- Egbert Hoyer (1847–1909), preußischer Generalleutnant und Sportfunktionär